# AL24 News
AL24 News est une chaîne de télévision satellitaire d'information en continu algérienne publique lancée le 1er novembre 2021,.  La société ANEP Audiovisuel-SPA filiale du groupe Agence nationale d’édition et de publicité (ANEP)produit les programmes.  C'est la première chaîne de télévision publique distincte de l'EPTV et possède des bureaux à Alger, Paris, Washington, Pékin et Moscou. Elle est dirigée par Hichem Melaksou.

## Historique
Le projet, qui voit le jour en un an, a été porté par Ammar Belhimer, alors ministre de la Communication, dans le but de forger un outil de soft power. Elle est lancée officiellement le 30 octobre 2021 à Alger, à l’occasion du 67e anniversaire du déclenchement de la guerre de l'indépendance. La diffusion de la chaîne commence le 1er novembre 2021 à minuit.
AL24 News signe avec la chaine russe RT Arabic un accord de coopération le 7 décembre 2023. Cet accord vise à faciliter l'échange d'informations et de programmes audiovisuels entre les deux médias, ainsi qu'à fournir une assistance mutuelle dans le domaine de la diffusion télévisuelle.

## Formule éditoriale et concept d'antenne
Cette nouvelle chaîne de télévision d’information internationale algérienne a été lancée dans le cadre du renforcement de la présence de l’Algérie sur la scène médiatique internationale et du retentissement de ses positions vis-à-vis des causes régionales et internationales. Elle diffuse en arabe, en français et en anglais.

## Programmes
La programmation de AL24 News comprend des journaux télévisés, des débats, des émissions de talk-shows, des documentaires et des magazines d'actualité (dont sportive).

## Direction
- Salim Aggar (1 novembre 2021 - 7 novembre 2024)
- Hichem Melaksou (7 novembre 2024 - )